# Pornichet
Pornichet è un comune francese di 10 799 abitanti situato nel dipartimento della Loira Atlantica nella regione dei Paesi della Loira.

## Amministrazione

### Gemellaggi
Pornichet è gemellata con:
- Bexbach, Germania
- San Vicente de la Barquera, Spagna

## Società

### Evoluzione demografica
Abitanti censiti